# Ballada romantyczna
Ballada romantyczna – gatunek literacki, który czerpie tematy z kultury ludowej. Ballady ukazują świat rzeczywisty z elementami fantastycznymi i zagadkową fabułą. Jej cechą jest także synkretyzm rodzajowy.
Narrator jest często niepewny i zdziwiony światem przedstawionym. Posługuje się ogólnikami, pytaniami i wykrzyknieniami, a nawet przyznaje się do niewiedzy. Ballada romantyczna wykazuje pewne związki z sielanką, poprzez typowe dla tego gatunku rekwizyty, scenerię oraz temat, jednak w przeciwieństwie do niej, zawiera elementy grozy. Związek ten jest uzasadniony, gdyż romantyzm we wczesnej fazie rozwoju nawiązywał do sentymentalnej koncepcji świata.
Fabuła szkicowa, zagadkowa, narracja jest silnie subiektywna.

## Cechy ballady romantycznej
- geneza ludowa;
- zawiera akcję;
- gatunek synkretyczny – epicki (z elementami liryki i dramatu);
- bohater – często ludowy;
- narrator nie wie wszystkiego o świecie przedstawionym;
- połączenie realizmu z fantastyką;
- natura:
  - jest tłem wydarzeń (ale bierze udział w akcji);
  - jest równoprawnym bohaterem;
  - tworzy nastrój (tajemniczy i groźny);
  - wymierza sprawiedliwość;
- przesłanie moralne: nie ma zbrodni bez kary;
- rytmiczność i melodyjność;
- prosty język: elementy stylizacji potocznej i gwarowej.

## Pochodzenie ballady romantycznej
Genezy ballady romantycznej w literaturach europejskich można się doszukiwać w dawnej literaturze angielskiej i szkockiej. Tradycja twórczości balladowej była żywa w romantyzmie angielskim, choć najwięksi twórcy rzadko sięgali po ten gatunek. John Keats napisał utwór La belle dame sans merci, a Samuel Taylor Coleridge rozbudował balladę do rozmiarów poematu tworząc Rymy o starym marynarzu. Ballady pisał też Robert Southey. Z jego twórczości pochodzi ballada God’s Judgment On A Wicked Bishop opowiadająca o biskupie, którego – jak księcia Popiela – zjadły myszy. Innym źródłem twórczości balladowej były hiszpańskie romance. Nieprzypadkowo Alpuhara Mickiewicza opowiada o walkach Hiszpanów z Arabami podczas rekonkwisty.

## Ballada romantyczna w krajach europejskich
Jedną z najsłynniejszych i najczęściej naśladowanych ballad była Lenora Gottfrieda Augusta Bürgera. Ballady u progu romantyzmu pisał zwłaszcza Friedrich Schiller.
W literaturze czeskiej ballady pisał przede wszystkim Karel Jaromír Erben. Pierwszą czeską balladę romantyczną, Toman a lesní panna, stworzył František Ladislav Čelakovský. Natomiast w poezji słoweńskiej gatunek ten uprawiał France Prešeren, autor między innymi wiersza Rybak.

## Ballada romantyczna w Polsce
W Polsce najsłynniejsze ballady romantyczne wyszły spod pióra Adama Mickiewicza. Świteź, Świtezianka i To lubię to największe osiągnięcia polskiego romantyzmu w zakresie ballady.
Jeśli chodzi o kwestie wersyfikacyjne, to polskie ballady niemal zawsze były pisane strofą czterowersową, najczęściej klasyczną strofą stanisławowską 10(5+5)/8/10(5+5)/8, lub strofą stanisławowską rozszerzoną 11(5+6)/8/11(5+6)/8. Adam Mickiewicz wprowadził nowy rodzaj zwrotki anapestycznej 14(7+7)/10/14(7+7)/10, nazywany dziś jego imieniem. Użył jej w utworach Czaty i Trzech Budrysów. Wyjątkowo ballady pisano wierszem stychicznym lub nieregularnie stroficznym. Do ballad romantycznych nawiązywali późniejsi poeci, na przykład Kazimiera Iłłakowiczówna (w Bajce o złej matce).